# Aptornis

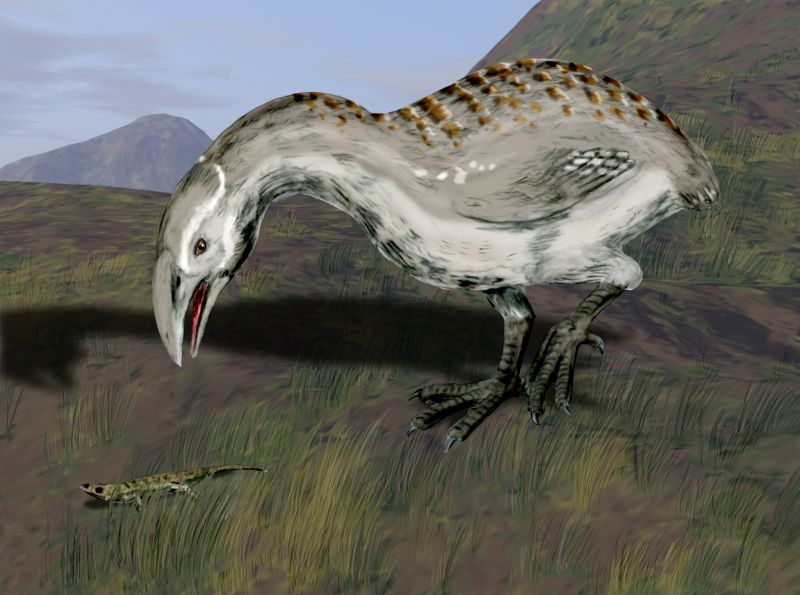
Rekonstruktion von Aptornis

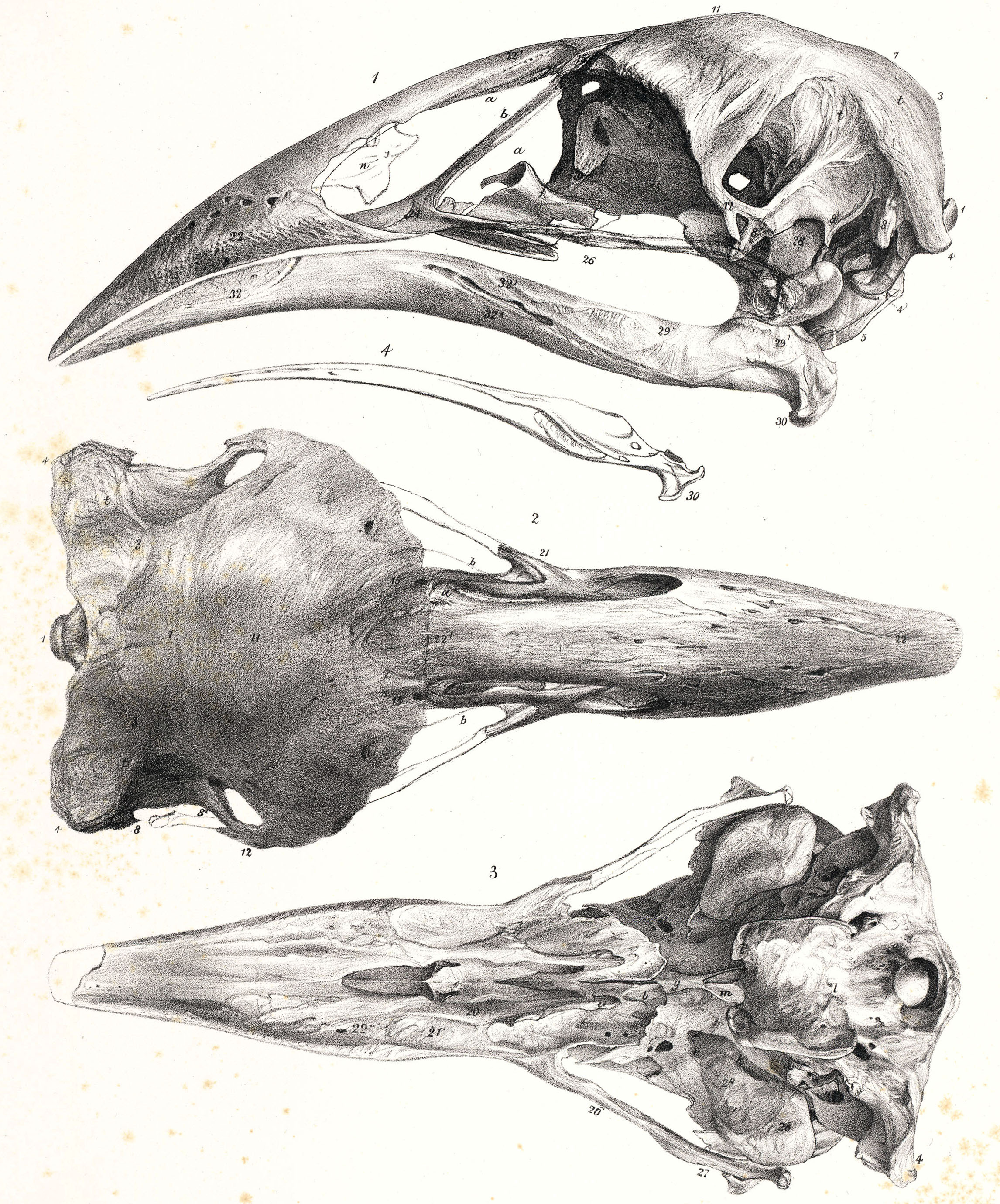
Schädel von Aptornis defossor

Aptornis (englischer Trivialname: Adzebill) ist die einzige Gattung der Familie Aptornithidae, ausgestorbener flugunfähiger Vögel, die auf Neuseeland heimisch waren. Sie gehören zur Ordnung der Kranichvögel, man nahm aber an, das sie sonst keine nahen Verwandten in der rezenten Avifauna haben. Eine im Februar 2019 publizierte Studie kam zu dem Ergebnis, dass es sich bei der afrikanisch-madegassischen Rallenfamilie Sarothruridae um die Schwestergruppe der Gattung Aptornis handelt, die damit auch ihr nächster rezenter Verwandter ist. Morphologische Ähnlichkeiten mit den Kagus haben offenbar eher etwas mit der konvergenten Entwicklung der Arten zu tun, als mit einer näheren Verwandtschaft.
Bis 2011 wurde die Gattung Aptornis durch die beiden Arten Aptornis defossor und Aptornis otidiformis repräsentiert. 2009 wurde in der Saint Bathans Fauna Formation in Zentral-Otago auf der Südinsel Knochenmaterial einer fossilen Form aus dem frühen Miozän entdeckt, die 2011 vorläufig als Aptornis proasciarostratus beschrieben wurde. Sie ist kleiner als Aptornis otidiformis.
Als Richard Owen im Jahre 1844 den ersten Knochen beschrieb, nahm er an, es handele sich um eine neuentdeckte Moaart und gab ihr den Namen Dinornis otidiformis. Erst als ein Schädel und ein Fuß gefunden wurden, erkannte man, dass es sich um eine bis dato unbekannte Vogelart handelte.
Die Aptornis erreichten eine Größe bis 80 Zentimeter. Aptornis otidiformis war auf der Nordinsel verbreitet und erreichte ein Gewicht von 16 kg. Aptornis defossor wurde 1871 von Richard Owen beschrieben. Die Art lebte auf der Südinsel und wog bis zu 19 kg. Der Schädel war sehr lang und der Schnabel nach unten gebogen. Die Zehen waren kurz und kräftig. Die Aptornis lebten vermutlich räuberisch und ernährten sich von großen Wirbellosen, Skinken, Geckos, Brückenechsen, nistenden Seevögeln und Enten.
Vermutlich starben die Aptornis Ende des 13. Jahrhunderts durch Überjagung und Lebensraumveränderung aus. Von Aptornis otidiformis sind die fossilen Überreste von etwa 78 Exemplaren und von Aptornis defossor die Überreste von etwa 100 Exemplaren erhalten geblieben.